# Благодать
Благода́ть (др.-евр. חן‬, др.-греч. χάρις, лат. gratia) — одно из ключевых понятий христианского богословия, рассматривается как дар для человека от Бога, подаваемый исключительно по милости Господа, без всяких заслуг со стороны человека. Предназначена для спасения человека и освящения («возрастания в благодати»). Благодать понимается как действенное снисхождение Бога к человеку, действие Бога, изменяющее сердце человека, и само свойство Бога, указывающее на Его доброту и милосердие. В представлении о благодати сочетается понимание её одновременно как деяния и как силы.
Словом «благодать» могут переводиться и близкие по смыслу термины других религий — в частности, исламское барака, имеющее общий корень с еврейским «браха» (др.-евр. ברכה‬), которое в Ветхом Завете употребляется в значении благословения.

## Благодать в книгах Библии

### Ветхий Завет
В Писаниях Ветхого Завета еврейское слово חֵן‎ («хэн») встречается много раз, в том числе и в текстах, относящихся к мессианским пророчествам (Зах. 4:7; Зах. 12:10). В синодальном переводе чаще всего переводится словами «благодать» (Быт. 6:8, Пс. 83:12), «милость» (Быт. 47:25, Прит. 3:34), «благоволение» (Быт. 18:3), а в некоторых случаях словами «приятность» (Прит. 13:16, Прит. 22:11), «прекрасный» (Прит. 1:9, Прит. 4:9, Прит. 5:19), «расположение» (Есф. 2:15), «благорасположение» (Еккл. 9:11), «приязнь» (Прит. 28:23), «миловидность» (Прит. 31:30), «благонравная» (Прит. 11:16).

### Новый Завет
В Новом Завете греческое слово «χάρις» (милость, благодеяние, награда, услуга, одолжение) встречается в текстах Евангелия от Луки для описания состояния Девы Марии при зачатии Иисуса Христа (Лк. 1:30), причем сама Богородица именуется Благодатная (Кехаритомени). Также в Евангелии от Иоанна благодать упоминается вместе с истиной как свойство Бога (Ин. 1:17). Как дар от Бога благодать описывается в Послании Иакова (Иак. 4:6) и Павла (Рим. 5:15). В Деяниях Апостолов благодать упоминается как средство спасения (Деян. 15:11). При этом можно встретить противопоставление благодати закону (Рим. 6:14) и делам (Рим. 11:6). Как часть доброго пожелания вместе с миром благодать упоминается в посланиях Иоанна (2Ин. 1:3), Петра (1Пет. 1:2) и Павла (Рим. 1:8; 1Кор. 1:3). Иногда обозначает конкретные дары и благословения (ср. 2Кор. 9:8, 14, 15).

## Историческое богословие

### Раннее христианство
В документах раннего христианства, известных как произведения «мужей апостольских», благодать упоминается как дар, который Бог через Христа даёт человеку и представляется как сила (греч. δυναμις), благодаря которой человек может стремиться к праведности и идти по пути послушания. В этом понимании благодать даёт силы, посредством которых человек может обрести праведность и достичь спасения

Ибо говорится: «Бог гордым противится, смиренным же даёт благодать» (Прит. 3, 34).

Итак. присоединимся к тем, которым дана от Бога благодать. Облечёмся в единомыслие, будем смиренны, воздержны, далеки от всякой клеветы и злоречия, оправдывая себя делами, а не словами (1Кор. Клим. 30:1).

Многие женщины, укреплённые благодатью Божиею, совершили много дел мужественных (1Кор. Клим. 55:1).

Укрепляйтесь благодатью Божией (Игнат. 6:13, смирнянам).

Да будет всегда благодать с ним и с посылающим его Поликарпом! Желаю вам всегда укрепляться в Боге нашем Иисусе Христе (Игнат. 7:8, Поликарпу).

При этом многие богословы (в особенности в протестантизме) не воспринимают произведения мужей апостольских как полное и точное изложение вероучения ранней церкви, учитывая ещё и то, что часть произведений считается подложной, то есть не принадлежащей авторству учеников апостолов, которым их приписывают. В частности, критически воспринимают содержание этих произведений лютеранские богословы, в которых они видят не только морализаторство, но и «легализм» (законничество), отличающие, на их взгляд, эти произведения от книг Нового Завета. Особенности представлений о благодати у «апостольских мужей», по мнению некоторых исследователей, повлияли на формирование средневековых представлений о благодати с тенденцией к «учению о делах».

### Соборы V века. Споры о благодати

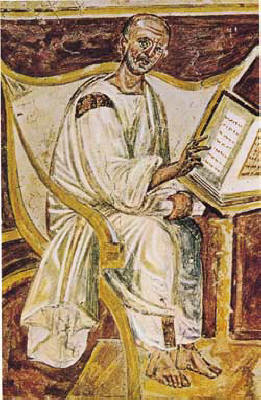
Св. Августин. Фреска капеллы Санкта-Санкторум в Латерано, VI век

Учение о спасении грешника по благодати получило развитие в V веке благодаря богословскому спору между епископом Гиппонским Августином и британским монахом Пелагием. Августин настаивал на том, что благодать является единственным условием спасения души. Пелагий допускал возможность достижения святости и спасения своими собственными силами, без помощи Божьей.
Разногласия были связаны с представлением Пелагия о первородном грехе как случайном факте, который не отразился на потомках Адама. Они, по представлениям Пелагия, были такими же, каким был Адам до своего греха. В свою очередь Августин учил, что человек в результате первородного греха пал, а его природа настолько изменилась, что он не в состоянии обрести спасение без помощи Бога.
На Арелатском соборе между 470 и 475 годом одобрили трактат епископа Фауста «О благодати Божией и свободе воли человека», и спор между учением Августина и Пелагия был решён на основании учения прп. Иоанна Кассиана в духе синергизма. Учение, изложенное Иоанном Кассианом о взаимодействии Бога и человека в деле спасения человека, стало общецерковным учением. Но после смерти Кассиана Римская поместная церковь в этом споре приняла сторону Августина, правда, с признанием некоторого человеческого участия в спасении. Среди западных отцов и богословов возобладала позиция сторонников учения Августина, которая была утверждена на Аравсионском соборе 529 года, где каждое из его решений подтверждалось высказываниями Августина. Собор отступил от принципа синергизма, который исповедовал в вопросе благодати и свободы воли прп. Иоанн Римлянин и его последователи. Решения Арвсионского собора по этому вопросу были одобрены папой Бонифацием II.
На Карфагенском соборе]] 411 года был осуждён ученик Пелагия Целлестий, а на Карфагенском соборе 416 года осуждение было распространено и на Пелагия.
Богословское значение благодати для спасения было сформулировано на Карфагенском соборе 419 года. В Правилах Карфагенского собора о благодати говорится следующее:

Если кто скажет, что благодать Божия, которой мы оправдываемся в Иисусе Христе Господе нашем, действенна только к прощению уже соделанных грехов, а не подаёт, кроме того, помощь, чтобы не грешить снова, тот да будет анафема. Ибо благодать Божия не только даёт знание, что надо делать, но ещё и вселяет в нас любовь, чтобы мы могли исполнять то, что познаём.

Анафема провозглашалась также на тех, кто говорил о том, что благодать Божья даётся только к тому, чтобы не грешить, через открытие нам греха и не даёт любви и силы совершать то, что мы познали (правило 126). Анафема провозглашалась и на тех, кто утверждал, что благодать оправдания даётся для совершения того, что мы могли бы совершить и без неё, хотя и с неудобством (правило 127).

## Концепции благодати в христианских конфессиях
Представления о природе и действии благодати в разных христианских конфессиях имеют некоторые различия, которые в значительной мере служат водоразделом между историческими церквами и протестантизмом, а внутри протестантизма — между кальвинизмом и арминианством (а также и другими направлениями протестантизма, напр. адвентисты).

### Православие

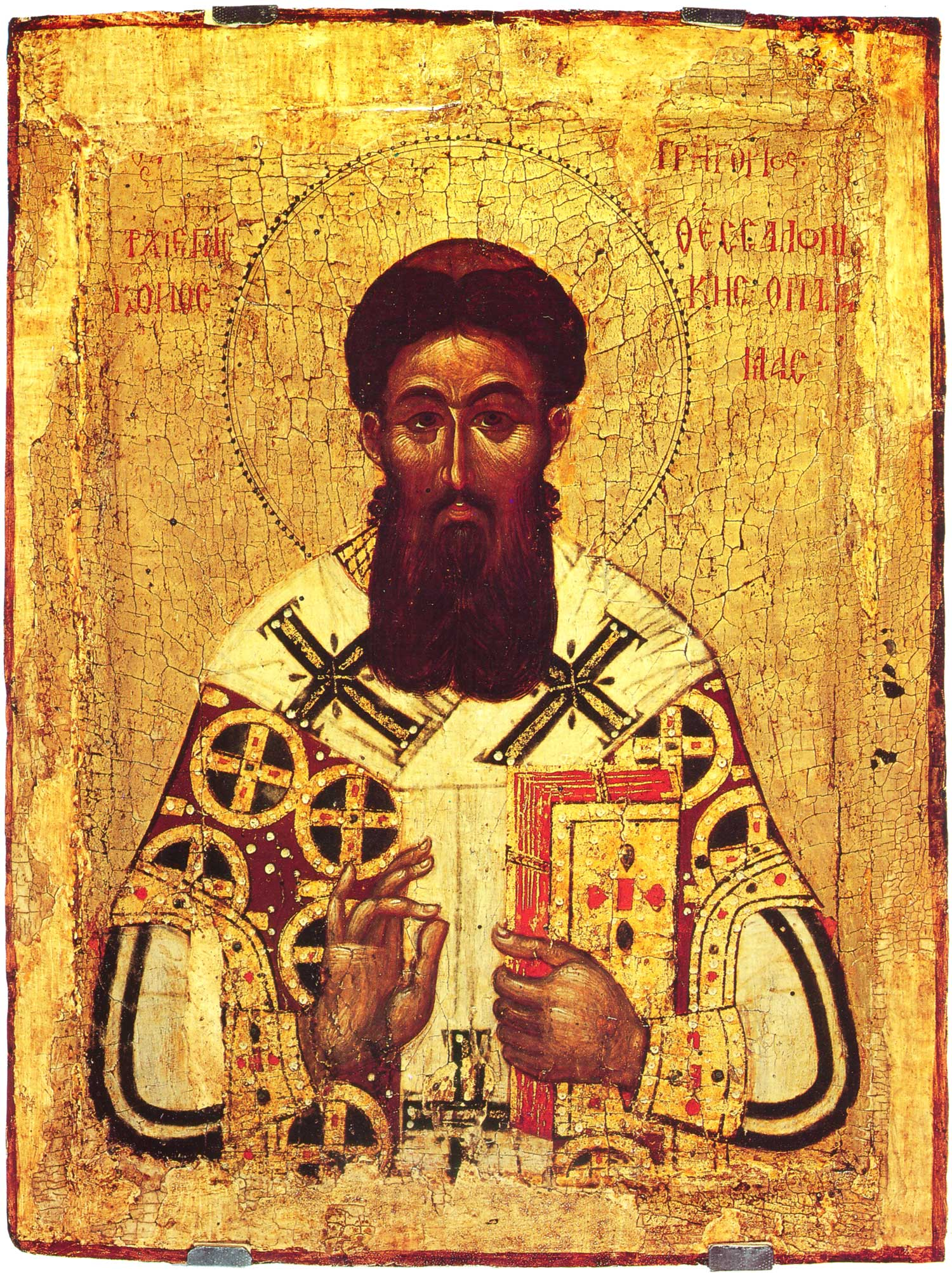
святитель Григорий Палама, архиепископ Фессалоникийский, христианский мистик, византийский богослов и философ

По учению Православной церкви, благодать — это нетварная божественная сила (δύναμις) или нетварное божественное действие (греч. ἐνέργεια), через которую Бог являет себя к падшему человеку, а человек с её помощью преодолевает в себе греховное начало, достигая спасения и состояния обо́жения. Почитание ангелов и святых неразрывно связано с понятием благодати, потому что почитается именно благодать Божия, которая в них обитает и действует. Понимание благодати как действующей силы Божией, направленной на спасение и освящение, восходит к словам Нового Завета: 

 но вы примете силу (δύναμιν), когда сойдет на вас Дух Святый 
— Деян. 1:8

 которого (Евангелия) служителем сделался я по дару благодати (δωρεὰν τῆς χάριτος) Божией, данной мне действием (κατὰ τὴν ἐνέργειαν, по действию) силы (τῆς δυνάμεως) Его 
— Еф. 3:7

 для чего я и тружусь и подвизаюсь силою (κατὰ τὴν ἐνέργειαν, по действию) Его, действующею (τὴν ἐνεργουμένην) во мне могущественно (ἐν δυνάμει, в силе)
— Кол. 1:29
Учение о благодати было раскрыто в мистическом учении исихазма и изложено в XIV веке византийским мистиком и богословом Григорием Паламой в его спорах с Варлаамом о Фаворском свете. В 1351 году в Константинополе это учение было утверждено на православном соборе. 
 Решения этого собора в виде анафем вошли в греческую Постную Триодь и читались в Неделю Торжества Православия.
Более кратко и тезисно это учение изложено тайным монахом Андроником (А. Ф. Лосевым), его обычно в русском тексте актов собора печатают в квадратных скобках вместе с решениями самого собора:

1. Свет Фаворский не есть ни сущность Божия, ни тварь, но энергия сущности.
2. Энергия сущности нераздельна с сущностью и неслиянна с нею.
3. Энергия сущности нетварна.
4. Энергия сущности не вносит разделения в самую сущность и не нарушает её простоты.
5. Имя „Божество“ относится не только к сущности Божией, но и к энергии, то есть энергия Божия тоже есть сам Бог.
6. В сущности Божией тварь не может участвовать, в энергии же — может.

Из того, что человек может участвовать в энергии Божества, вытекает и понятие синергизма — взаимодействие Бога и человека в деле спасения человека, смотрите выше (Кол.1:29).

### Католицизм

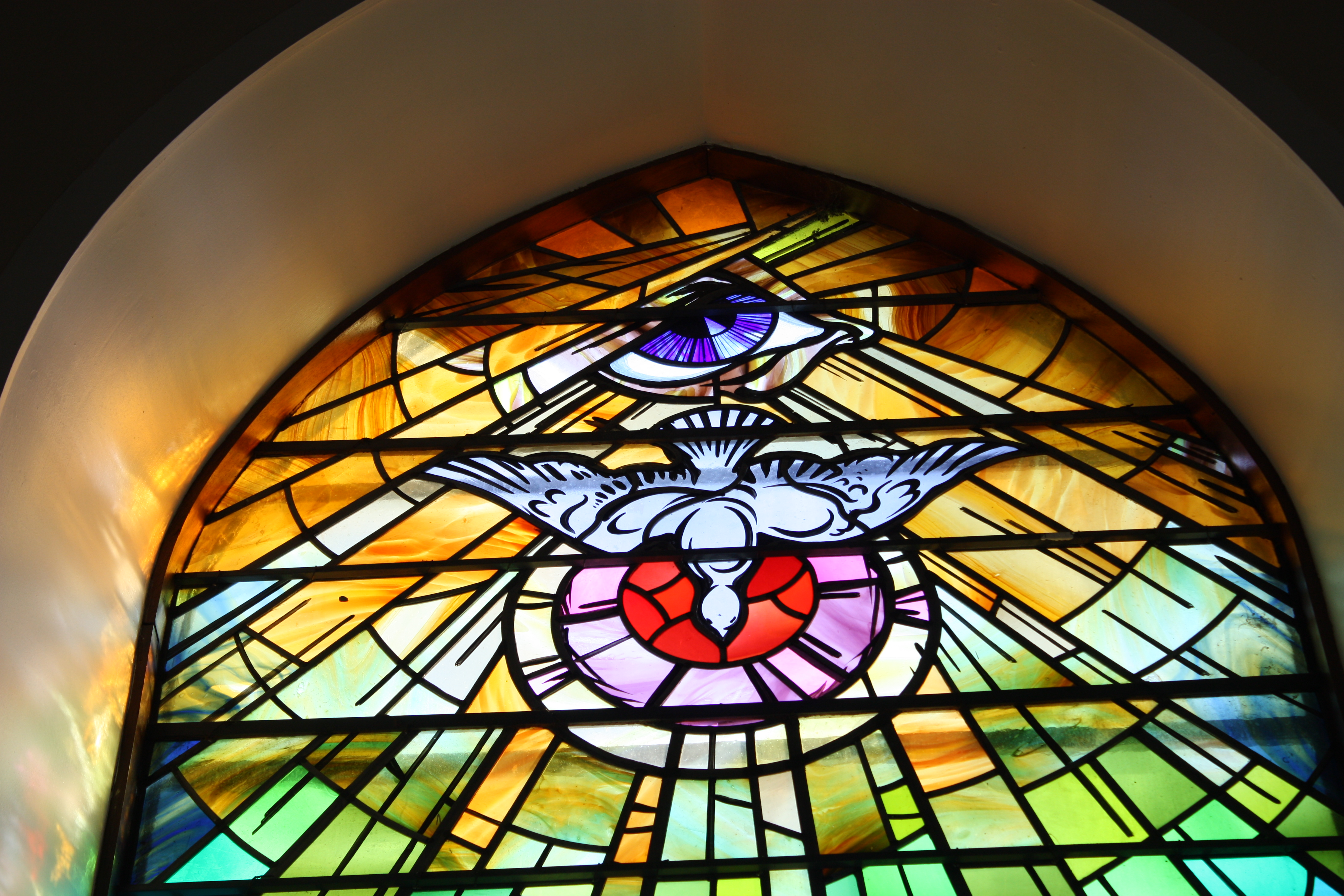
Фрагмент витража в католической церкви в Северной Ирландии. Голубь изображён как символ благодати

Согласно католическому Катехизису, благодать — «милость, безвозмездная помощь, которую Бог оказывает нам, чтобы мы ответили на Его зов — быть чадами Божиими, детьми усыновленными, причастниками Божественного естества, жизни вечной… Благодать Христова — безвозмездный дар, которым Бог дает нам Свою жизнь, вливаемую Святым Духом в нашу душу, чтобы исцелить её от греха и освятить: это освящающая, или обожествляющая, благодать, получаемая при Крещении. Она в нас — источник освящения». Католики различают постоянную (габитуальную) благодать, то есть постоянное расположение жить и действовать по зову Божию, и благодать воздействующую (актуальную), то есть Божье вмешательство у истоков обращения или в процессе освящения.
По учению католической, как и православной церкви, благодать сообщается человеку через участие в таинствах Церкви, а также может проявляться в особых духовных дарах:
…благодать включает в себя также дары, которые Дух жалует нам, чтобы приобщить нас к своему творению, чтобы сделать нас способными содействовать спасению других и возрастанию Тела Христова — Церкви. Эти дары — это таинственные (сакраментальные) благодати, или собственные дары различных таинств. Это, кроме того, особые благодати, которые называют также харизмами по греческому термину, употребляемому св. Павлом и означающему милость, безвозмездный дар, благодеяние. Каков бы ни был их характер, иногда необычный, как, например, дар творить чудеса или дар языков, харизмы подчинены освящающей благодати и имеют целью общее благо Церкви. Они служат любви, которая созидает Церковь.
Католической традицией (в первую очередь, томизмом) различие в Боге сущности и действия (энергии) мыслится как имеющее умозрительный, а не онтологический характер (что, по мнению католических мыслителей, нарушало бы Божественную простоту). Бог определяется как actus purus — чистое действие, неотделимое от Его сущности. Поэтому благодать, с одной стороны, не отождествляется с непосредственным (нетварным) Божественным действием, с другой стороны, освящение понимается как причастие не просто Божественным действиям, но Личности Святого Духа, а состояние блаженства (обожения) — как созерцание душой сущности Бога.
Тридентский собор осудил представление о благодати как простом отношении Бога к человеку, юридически его оправдывающем Христовой праведностью, но не силе Божией, которой тот реально становится сопричастен:
Если кто-либо говорит, что люди оправдываются или только привнесением праведности Христа, или только отпущением грехов, без благодати и любви, кои изливаются в их сердца Духом Святым (Рим. 5:5) и становятся им присущи; или даже говорит, что благодать, коей мы оправдываемся, есть простая благосклонность Бога, — да будет анафемаОб оправдании, 11

### Протестантизм
В протестантском богословии благодать рассматривается как дар, незаслуженная милость Божья, деяние Бога, направленное на человека, Его расположение к человеку, незаслуженная любовь Божья, незаслуженная доброта или благость, не связанная с "делами" верующего.
Все протестанты (за исключением либеральных школ) согласны с основной идеей Августина о коренной порочности человека, ставшей результатом грехопадения, а также о неспособности людей своими силами обрести спасение. Спасение люди получают как незаслуженный Божий дар (то есть по благодати) через веру, причём вера сама рассматривается как дар Божий для спасения:

 Ибо благодатью вы спасены через веру, и сие не от вас, Божий дар: не от дел, чтобы никто не хвалился.
— Еф. 2:8-9
В протестантском богословии спасающая благодать рассматривается как передаваемая человеку непосредственно от Бога, без посредничества церкви и духовенства.

#### Магистерская реформация
Основные концепции действия благодати в протестантизме — лютеранская, кальвинистская и арминианская. В этих направлениях протестантизма существует ряд дискуссионных вопросов, связанных с действием благодати:
- возможность утраты спасения (потери благодати);
- непреодолимость или преодолимость действия благодати;
- вопросы предопределения и избрания (всем ли людям дается Божья благодать);
- соотношения благодати и действий (проявления веры) человека.

Лютеранство
Лютеране считают, что Христос желает спасения всем людям (кальвинистское учение о двойном предопределении, то есть о том, что одни люди изначально избраны ко спасению, а другие — к осуждению, считается ересью). Человек получает спасительную веру «исключительно посредством благодати и действия Святого Духа» без каких-либо собственных усилий. В то же время человек, получив спасение, может утратить его в результате «собственного беззакония». Утерявший спасение человек может обрести его вновь через смирение, покаяние и участие в таинствах.
Кальвинизм

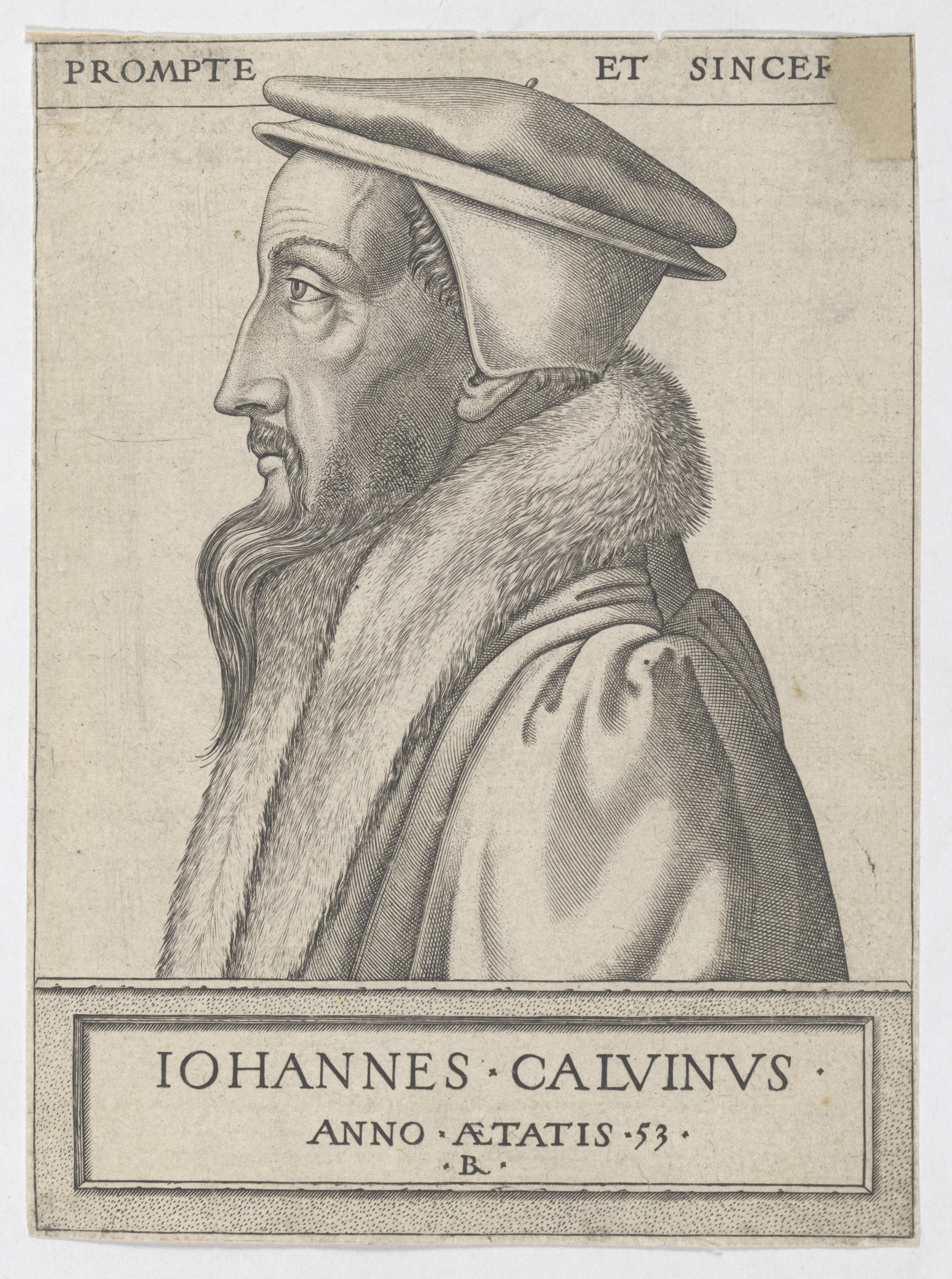
Жан Кальвин

В середине XVI века, в период Реформации, французский богослов Жан Кальвин «систематизировал» (по выражению кальвинистов) богословие Августина, в результате чего появилось кальвинистское учение о предопределении по непознаваемой воле Бога людей ко спасению или осуждению. В современном кальвинизме основные принципы учения сформированы в пять пунктов TULIP (это аббревиатура названий пунктов на английском языке, в переводе с английского языка tulip означает «тюльпан»):
- Total Depravity — полная, всеобъемлющая греховность
- Unconditional Election — безусловное избрание (предопределение)
- Limited Atonement — ограниченное искупление (то есть спасение избранных)
- Irresistible Grace — неотразимая (непреодолимая) благодать
- Perseverance of the Saints — стойкость святых[30]

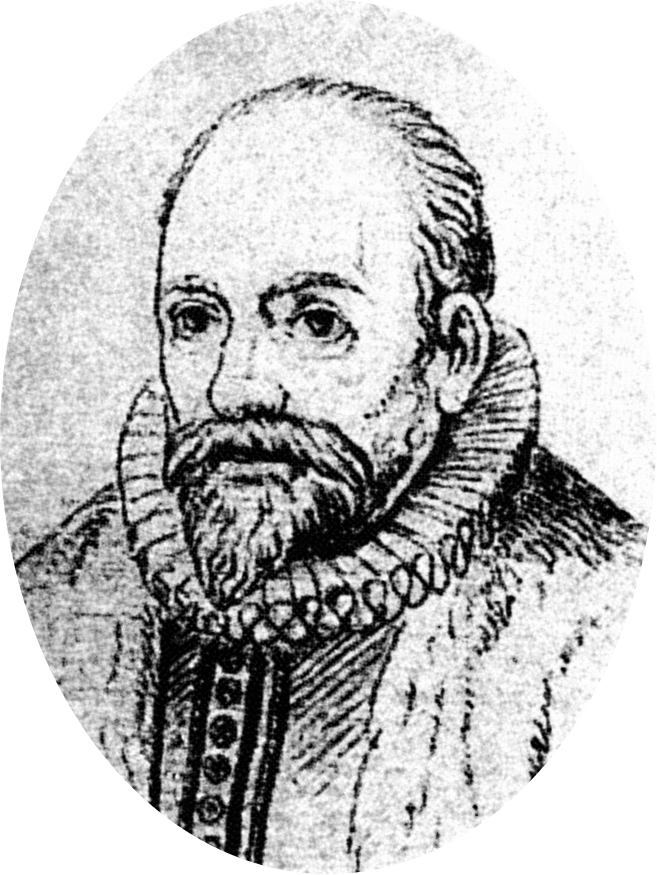
Якоб Арминий

По Кальвину, природа человека настолько изменилась к пороку в результате первородного греха, что сам он ничего не способен сделать к своему спасению: ни верой (он верит потому, что предопределён к спасению), ни благими делами. Бог предопределил одних людей ко спасению (через веру, которую получают благодаря воздействию благодати), других — к вечному осуждению. При этом действие Божьей благодати для избранных ко спасению непреодолимо: эти люди не смогут отпасть от него.
Арминианство
Пастор Реформатской церкви в Амстердаме Якоб Арминий в начале XVII века выступил против кальвинистского учения, отрицая тезис о «непреодолимой благодати». По мнению Арминия, кальвинистский тезис о предопределении противоречил бы Божьей любви и справедливости.
Арминий считал, что без Божьей благодати обращение человека к Богу невозможно, однако благодать нужно принять через веру, то есть необходимо осознанное решение человека. Поэтому спасение человека зависит и от Божьей благодати, и от личного выбора человека.
Божье предопределение спасения грешника, по взглядам Арминия и его последователей, состояло не в обуславливании его действий «непреодолимой благодатью», а в предузнании Богом свободного выбора человека. По Арминию, Бог даёт возможность спастись всем, но спасутся лишь те, кто своей верой и покаянием примут это приглашение.

#### Радикальная реформация
Некоторыми протестантскими богословами отмечаются элементы традиционной концепции благодати, а также акценты, характерные для Восточной церкви, у анабаптистов и английских нонконформистов XVII столетия как отличительная от магистерской Реформации особенность. Так, по словам академического декана Украинской баптистской теологической семинарии И. Д. Зелёного, «у нонконформистов проявляются некоторые неожиданные точки соприкосновения с восточной церковью. На сегодня уже есть достаточное количество обоснованных материалов, доказывающих, что богословские учения анабаптистов не противопоставлены идее обожения (…) В согласии с восточными христианами, но в противоположность протестантам, анабаптисты понимали благодать как преобразующую божественную энергию».

## Благодать в христианском богословии
Понятие «благодать» тесно связано с богословскими понятиями спасения души, покаяния, освящения, таинств, церковной иерархии, почитания святынь и т. д.
Благодать в христианском богословии часто связана с близкими понятиями, такими как «милость», «милосердие», «харизма».
Благодать могут рассматривать как незаслуженную милость. Но при этом проводится и разграничение понятий «милость» и «благодать». «Милость» связана с прощением грехов, когда грешник не получает наказания, которого заслуживает. «Благодать» указывает на получение от Бога дара, которого он недостоин и не заслуживает.
|  | В чём разница между милостью и благодатью? Милость дала блудному сыну второй шанс. Благодать устроила для него пир...Макс Лукадо |

### Сотериология
Благодать — ключевое понятие христианской сотериологии (науки о спасении).
В богословии выделяют различные действия или виды спасительной благодати:
- Благодать приготовляющая или предшествующая, предваряющая (лат. gratia praeparans, praeveniens). Она сначала располагает человека к покаянию и пробуждает сознание необходимости божественной помощи для спасения.
- Благодать действующая (лат. gratia operans) или особая (specialis). Возбуждая веру и любовь ко Христу, вводит в общение с Ним; и в силу этого через усвоение себе заслуг Христа человек получает прощение грехов и силы к добру — возрождается.
- Благодать содействующая (лат. gratia cooperans). Так как и в возрождённом человеке всё ещё остается ветхий Адам с его греховными похотями, то для дальнейшего преуспевания в святой жизни и теперь нужно божественное содействие и помощь, которую человек получает через содействующую благодать.

### Экклезиология
В богословии исторических церквей благодать передается человеку как опосредовано в церковных таинствах, так и непосредственно от Бога к человеку (в личной молитве). В протестантском богословии благодать принимается исключительно непосредственно от Бога. Действенность обрядов (аналогичным церковным таинствам) в протестантизме зависит исключительно от наличия личной веры, в то время как в исторических церквях таинства считают недействительными (незаконными), если лицо, их совершавшее, не имеет на это полномочий, согласно церковным канонам.

## Использование термина в других религиях
Хотя богословская концепция благодати уникальна для христианства, само слово  «благодать» может использоваться для перевода ключевых терминов и понятий в других религиях.

### Иудаизм
Основной целью творения было желание Бога создать человека, заданием которого было бы присоединиться к Богу, чтобы наслаждаться с ним истинной благодатью. При этом перед каждым человеком есть два пути: путь добра и путь зла; и у человека есть власть, чтобы выбрать тот путь, который он хочет. Когда он по своей доброй воле выбирает путь добра и отвергает зло, тогда ему даётся истинная вечная благодать.

### Ислам
В исламе для обозначения благодати (в значении благословения) используется термин баракат  - араб., досл. "благословение" (араб. بركة‎), родственное слово еврейскому «браха» (ивр. ברכה‎ — «благословение»). Термин баракат часто упоминается в аятах Коране и хадисах пророка Мухаммада. Согласно Корану, благословенен сам Аллах и все, что связано с ним: роща, Иерусалимский Храм, Кааба, маслина, приветствие от Аллаха, Коран, земли пророков, Ночь предопределения.

### Индуизм
Категории "благодать" в философии Индуизма соответствует «крипа», что можно перевести как «милость». Ишвара-крипа, милость Бога, не имеет причин, ничем не обусловлена и не может быть достигнута личными усилиями, в то же время она является причиной освобождения и просветления: «Одной только милостью Бога мудрым даётся стремление постигнуть недвойственного Брахмана; благодаря этому они освобождаются от великого страха.» («Авадхута Гита», глава 1.1 Архивная копия от 15 марта 2015 на Wayback Machine). В зависимости от конкретной традиции и учения понятию милости уделяется различное место. Так, например, Рамалинга Свамигал, знаменитый тамильский святой и поэт, в своём произведении «Тируарутпа» (Божественная песнь милости) придаёт этому принципу краеугольное значение и наиболее полно его раскрывает. Очень близка к данному понятию  "према" (Божественная любовь, милость).